# Бургулюк
Урочище Бургулюк (каз. Біркөлік, Бирколик) расположено в отрогах Тянь-Шаня, на высоте 1100 м над уровнем моря, в 50 км от города Шымкента, в Толебийском районе Туркестанской области. На всём протяжении урочища протекает речка Бургулюк. Средняя температура составляет зимой −4 °С, весной +18 °С, летом +22 °С, осенью +13 °С.

## Флора
Здесь имеются ореховая роща, яблоневый и абрикосовый сады. Флора представлена обилием хвойных и лиственных пород: сосна, ель тянь-шанская, дубы, чинары, барбарис, каштаны, шиповник и другими лекарственными растениями.

## Этимология
По одной из легенд своё название ущелье получило из-за своих размеров, точнее ширины — «в одну телегу» или «в один обоз», что по-казахски звучит как бір көлік. Под влиянием русского языка оно трансформировалось в Бургулюк, однако в настоящее время в употребление входит название Бирколик (Біркөлік).

## История
В советские времена здесь функционировал единственный в Казахской ССР детский туристический лагерь имени Валентины Терешковой. На так называемой Лунной Поляне, недалеко от лагеря, ежегодно проводились и проводятся соревнования по скалолазанию.
В 1973—1976 годах на левом берегу реки на холме ниже туристического лагеря в поисках памятников материальной культуры Кангюйской эпохи проводила раскопки археологическая экспедиция Чимкентского пединститута, которую возглавлял казахский учёный-археолог Николай Павлович Подушкин. Были заложены три раскопа глубиной до 1,5 м, занявшие две трети площади поселений. Были найдены глинобитные стены, печи-тандыры, остатки кухонно-хозяйственной посуды — сосуды типа «хум», «хумча», но относились эти находки к эпохе позднего средневековья — XVI—XVIII веков.
Несколько лет назад в урочище экспедицией Южно-Казахстанского Государственного Университета имени М. Ауэзова под руководством доктора исторических наук Бауржана Байтанаева проводились новые раскопки. Были найдены предметы, относящиеся к разным эпохам — Кангюйской эпохе, отрарско-каратауской культуре, эпохе Караханидов XI—XII веков. Проводя раскопки поселений исследователи также обнаружили два могильника периода раннего железного века, включающие в себя до 30 курганов, расположенных с востока на запад.
В настоящее время здесь функционирует, основанный ещё в конце 1970-х годов как санаторий-профилакторий, комфортабельный 200-местный санаторий «Біркөлік».